# Denis Pinto
Denis Franklin Pinto Saavedra (Santa Cruz de la Sierra, 25 de agosto de 1995) es un futbolista boliviano. Juega como centrocampista y su actual equipo es Real Tomayapo de la Primera División de Bolivia.

## Selección nacional

### Categorías inferiores
Fue convocado a la selección nacional sub-20 que disputó el Sudamericano Sub-20 2015 realizado en Uruguay, jugando 1 partido.
| Torneo                      | Sede    | Resultado    |
| --------------------------- | ------- | ------------ |
| Sudamericano Sub-20 de 2015 | Uruguay | Primera fase |

## Clubes
| Club                | País    | Año               |
| ------------------- | ------- | ----------------- |
| Blooming            | Bolivia | 2012 - 2015       |
| Real Potosí         | Bolivia | 2015 - 2016       |
| Oriente Petrolero   | Bolivia | 2017 - 2018       |
| Torre Fuerte        | Bolivia | 2019              |
| Universidad Cruceña | Bolivia | 2020              |
| Aurora              | Bolivia | 2021 - 2022       |
| Blooming            | Bolivia | 2023 - 2024       |
| Vaca Díez           | Bolivia | 2023 (cedido)     |
| Real Tomayapo       | Bolivia | 2024 - Actualidad |